# The Adventure of the Blue Carbuncle
The Adventure of the Blue Carbuncle(O  Carbúnculo Azul) é um conto policial de Sir Arthur Conan Doyle protagonizado por Sherlock Holmes e Dr. Watson, publicado pela primeira vez na Strand Magazine em janeiro de 1892, com 8 ilustrações de Sidney Paget.

## Sinopse
O comissário Peterson encontrou um chapéu e entregou-o a Sherlock Holmes para que este descobrisse seu dono e devolvesse-lhe seu pertence. Porém junto ao chapéu foi encontrado um ganso, que obviamente seria a ceia de natal do dono do chapéu. Ao preparar o ganso para sua ceia, Peterson encontrou dentro dele uma valiosa joia real procurada por toda a Europa em troca de valiosa recompensa: o Carbúnculo Azul.

### Ilustrações

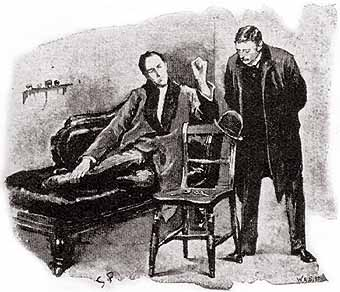
Dr. Watson observa o chapéu encontrado
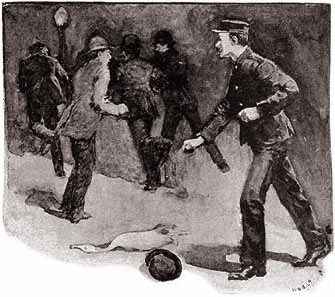
Sherlock Holmes conta como Peterson encontrou o chapéu
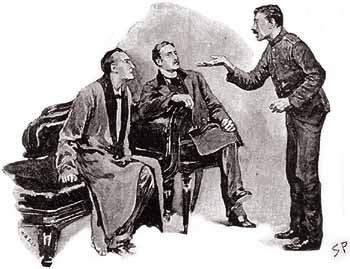
Peterson mostra o carbúnculo a Holmes e Watson
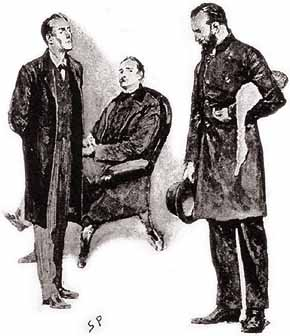
Henry Baker, dono do ganso e do chapéu vai buscar seus pertences
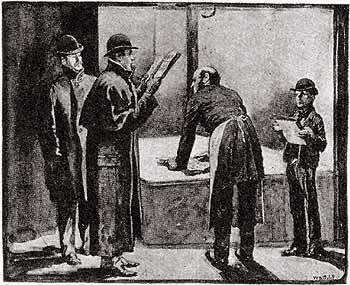
Sherlock Holmes investiga quem comprou o ganso com o carbúnculo
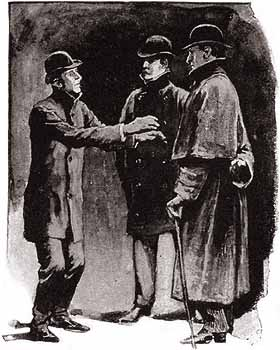
Sherlock Holmes conversa com possível dono de ganso
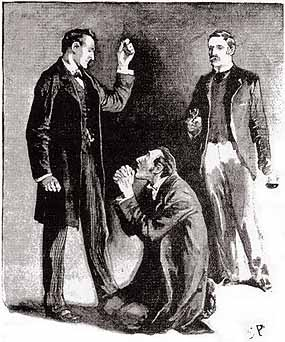
James Ryder fala com Sherlock Holmes
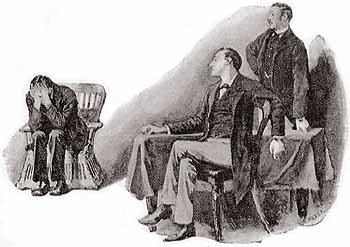
Sherlock Holmes desvenda o caso.

## Ligações Externas
- Conto em Português, completo e ilustrado